# Уртатау
Уртата́у (баш. Уртатау) — деревня в Давлекановском районе Республики Башкортостан Российской Федерации. Входит в состав Сергиопольского сельсовета.

## География
Деревня расположена в западной части Давлекановского района, в 15 км к юго-западу от районного центра — города Давлеканово. Ближайшие населённые пункты: Сергиополь, Кидрячево.
Рельеф местности представляет собой всхолмлённую равнину, характерную для Прибельской увалисто-волнистой равнины. В окрестностях протекает река Тюлянь.

## История
Деревня Уртатау была основана в XIX веке выходцами из соседних татарских и башкирских деревень. Название происходит от башкирских слов «урта» (средний) и «тау» (гора), что отражает расположение поселения среди холмов.
В начале XX века здесь существовала небольшая мечеть и мектеб (мусульманская школа). В советский период был организован колхоз «Уртатау», занимавшийся преимущественно земледелием и животноводством.

## Экономика
Основные занятия жителей — сельское хозяйство (выращивание зерновых, картофеля, овощей) и животноводство (разведение крупного рогатого скота, овец). Многие жители работают в Давлеканово и других ближайших городах.

## Транспорт
Деревня связана асфальтированной дорогой с селом Сергиополь и далее с Давлеканово. Регулярное автобусное сообщение ограничено: автобус курсирует только в учебное время года для перевозки детей в Сергиопольскую школу.

## География
Деревня расположена в западной части Давлекановского района, в 15 км к юго-западу от районного центра — города Давлеканово. Ближайшие населённые пункты: Сергиополь, Кидрячево.
Рельеф местности представляет собой всхолмлённую равнину, характерную для Прибельской увалисто-волнистой равнины. Через деревню протекает небольшая река Уртатау, приток реки Дёмы.

## История
Деревня Уртатау была основана в XIX веке выходцами из соседних татарских и башкирских деревень. Название происходит от башкирских слов «урта» (средний) и «тау» (гора), что отражает расположение поселения среди холмов.
В начале XX века здесь существовала небольшая мечеть и мектеб (мусульманская школа). В советский период был организован колхоз «Уртатау», занимавшийся преимущественно земледелием и животноводством.

## Экономика
Основные занятия жителей — сельское хозяйство (выращивание зерновых, картофеля, овощей) и животноводство (разведение крупного рогатого скота, овец). Многие жители работают в Давлеканово и других ближайших городах.

## Транспорт
Деревня связана асфальтированной дорогой с селом Сергиополь и далее с Давлеканово. Регулярное автобусное сообщение ограничено: автобус курсирует только в учебное время года для перевозки детей в Сергиопольскую школу.

## География

### Географическое положение
Расстояние до:
- районного центра (Давлеканово): 15 км,
- центра сельсовета (Сергиополь): 10 км,
- ближайшей ж/д станции (Давлеканово): 15 км.

## Население
| 2002 | 2009 | 2010 |
| ---- | ---- | ---- |
| 69   | ↘65  | ↗67  |

Национальный состав
Согласно переписи 2002 года, преобладающие национальности — татары (68 %), башкиры (29 %).